# Hideaki Ueno
Hideaki Ueno (født 31. maj 1981) er en tidligere japansk fodboldspiller.
Han har spillet for flere forskellige klubber i sin karriere, herunder Kyoto Purple Sanga, Sanfrecce Hiroshima og Tokushima Vortis.